# 우구 호야마

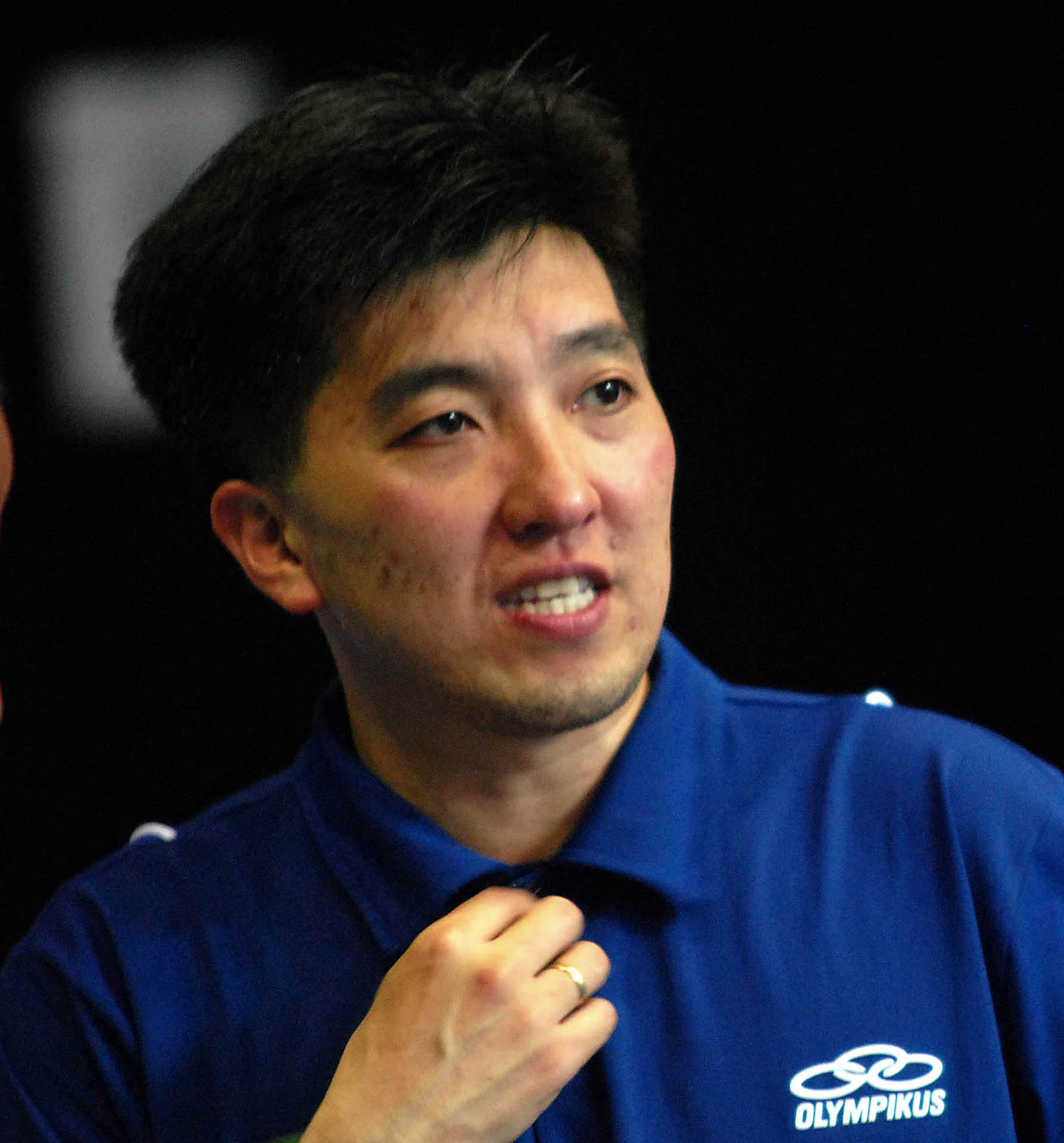

우구 오야마(Hugo Hoyama, 1969년 5월 9일~)는 브라질의 탁구 선수이다. 팬아메리칸 게임에서 금메달을 땄다.